# 디 토튼 호젠
디 토텐 호젠(독일어: Die Toten Hosen, 약칭 DTH)은 82년 초에 독일의 펑크 붐을 타고 결성된 뒤셀도르프 출신의 펑크록 밴드이다. 거의 모든 가사를 모국어인 독일어로 쓰고, 장르는 펑크록이다. 디 토튼 호젠은 Die Ärzte(디 애어츠테)와 함께 독일의 펑크 밴드 중 가장 대중적인 성공을 거둔 밴드 중 하나이다. 현재까지 15 장의 정규앨범, 네 장의 라이브 앨범, 일곱 장의 베스트 앨범을 발매하였고 1990년 이후 독일 앨범 차트의 1위에 총 여덟 번 올랐다.
독일, 오스트리아, 스위스 뿐만 아니라 국외(특히 남미의 아르헨티나)에서도 큰 성공을 거두었으며, 공연 활동과 팬들과 친밀한 관계형성에 중점을 두고 활동하고 있다.

## 역사

### 결성 초기 (1982~1987)
DTH는 1982년에 Ratinger Hof의 ZK를 모체로 하여 결성되었다. 당시 멤버는 캄피노(본명 안드레아스 프레게), 안드레아스 폰 홀스트, 미하엘 브라이트코프, 트리니 트림폽과 발터 노벰버였다. 브레멘의 'Schalthof'의 첫 번째 공연에서 밴드명이 인쇄실수로 Die toten Hosen으로 알려지게 된다. 같은 해에 데뷔 싱글인 'Wir sind bereit'와 'Reisefieber'를 연이어 발매한다. 1983년에 기타리스트 발터 노벰버가 갑자기 밴드를 탈퇴하고, 초이겐 예호바가 그 자리를 대신하게 된다. 세 번째 싱글인 파티송 'Eisgekühlter Bommerlunder'가 라디오를 타면서 처음으로 평단에서 찬사를 받게 된다.
같은 해 밴드의 첫 번째 앨범 'Opel-Gang'을 발매한다. 또한, 1983년 말에 뉴욕의 래퍼인 Fab Five Freddy와 싱글앨범 'Hip Hop Bommi Bop'을 발매했는데,'Eingekühlter Bommerlunder'의 힙합버전이 수록되어 있다.
1985년 말 트리니 트림폽이 밴드에서 탈퇴하고 1992년까지 밴드의 매니저로 활동한다. 1986년 1월 볼프강 로데로 바뀌기 전까지의 임시 드러머는 야콥 코이젠이 맡았다. 볼프강 로데의 첫 번째 콘서트는 밴드 최초의 대규모 콘서트였던 7월 Wackersdorf 의 재건축 시설에 반대하는 Anti-WAAhnsinns 콘서트에서 헤르베르트 그뢰네마이어, 우도 린덴베르크, 마리우스 뮐로 베르턴하겐, BAP 로드가우 몬노톤즈 등 많은 가수와 함께 무대에 올랐다.
1986년 3집 'Damenwahl'을 발매한다. 동명의 투어에서 독일의 기업 'Fromms'가 스폰서로 나서면서, 관중들에게 콘돔을 무료로 배포한다. 1987년 'die roten Rosen'이라는 가명으로 'Nevermind the Hosen? Here is die roten Rosen!'을 발매하면서 첫 번째 성공을 거두게 된다. 이 앨범은 독일의 히트곡들을 락 버전으로 편곡한 노래들을 담고 있다. 또한, 첫 번째 라이브 앨범인 'Bis zum bitteren Ende'는 독일 앨범 차트 40위까지 오르게 된다.

### 전성기 (1988~1995)
1988년에는 그들의 대표곡 'Hier kommt Alex'가 포함된 4집 'ein kleines bißchen Horrorschau'를 발표하고, 상업적으로 큰 성공을 거두게 된다. 이 앨범은 베른트 샤데발츠의 'A Clockwork Orange'에서 많은부분을 차용하였다. 같은 해 9월 빌니우스와 카우나스에서 개최된 리투아니아 페스티벌에 참가하고, 심사단으로부터 최고의 밴드로 선정되었다. 1989년 초의 투어 역시 성공적이었고, 도르트문트 베스트팔렌할레를 전석 매진시키는 기염을 토한다.
1990년에는 뉴욕의 'New Music Seminar'에 참가하고, 쾰른에서는 롤링 스톤즈의 헤드라이너로 참가하기도 했다. 그해여름 월드컵 중계를 위해서 신문사 TAZ, 방송사 SDR3과 함께 이탈리아로 간다.
이에 밴드는 클래식 음악가인 셀라타노의 곡 'Azzurro'의 커버 곡을 싱글 앨범으로 발매하고, 뮤직비디오도 녹화한다. 같은 해에 발매된 더블앨범 'Auf dem kreuzzung ins Glück'은 발매 첫 주에 15만 장 판매라는 기록을 세운다.
1991년에는 음악적인 롤모델들에 대한 오마주를 담고 있는 커버 앨범 'Learning English'를 발표한다. 수록곡 대부분은 영국의 펑크록 밴드들의 커버 버전이다.
녹음 당시에 각 밴드당 최소 한 명의 멤버가 함께 작업을 했다.
밴드 관점에서의 최정점은 미국의 로날드 빅스와의 작업이었고, 그와 녹음작업을 하기 위해 브라질의 수도 리우데자네이루로 간다. 이 앨범은 현재까지 활동 중인 Adverts의 보컬이었던 T.V.스미스와의 음악적인 동료 관계가 시작되었다는 것에 의미를 두고 있다.
그 후 1992년 봄부터 가을까지 밴드는 다시 'Menschen Tiere Sensationen'이라는 모토하에 투어 길에 오른다. 그리고 독일, 오스트리아, 스위스, 덴마크, 잉글랜드, 스페인, 프랑스와 아르헨티나의 록 페스티벌에서 큰 성공을 거둔다. 부에노스아이레스에서는 두터운 팬층을 확보하게 된다. 1992년 크리스마스에 발매된 싱글 'Sascha-ein aufrechter Deutscher'로 극우주의에 대해 확실한 반대의사를 표명하기도 했다.
1993년에는 독일 차트1위를 점령한 7집 'Kauf MICH!'를 발매한다. 이 앨범의 주제는 광고, 소비 그리고 극우주의였다. 매년 여름 밴드는 독일의 'Zoo TV Tour'에서 U2의 헤드라이너로 5만 명의 관중을 동원했다. 'Kauf mich!'의 뮤직비디오에는 이 공연에서의 장면들이 많이 담겨있다. 그리고 같은 해 첫 번째 베스트 앨범인 'Reich & Sexy'를 발매한다. 1994년에 발매된 앨범 'Love, Piece & Money'는 베스트앨범 'Reich & Sexy'의 영어 버전이다. 1993년 한 해 동안 밴드는 동시에 3개의 앨범을 독일 차트에 올린다. 1994년 한 해 동안 독일 전역으로 공연을 다녔고, 국경을 맞대고 있는 국가에서도 콘서트를 했다. 11월 밴드는 미국에서 4회의 콘서트를 갖고, 캐나다에서는 그린데이의 헤드라이너로서 참가한다. 1995년에는 자신들의 레이블인 JKP를 설립했다.

### 상업적 성공의 절정 (1996~2000)
1996년에 발매된 8집 'Opium fürs Volk'는 'Kauf mich!'와'Reich & Sex'에 이어 연달아 플래티넘을 수상하게 된다. 싱글 커트된 'Zehn kleine Jägermeister'는 독일 차트에서 1위에 오르는 기염을 토한다.
그리고 이기 팝과 함께 라몬스의 부에노스아이레스에서의 마지막 콘서트의 무대에 오른다. 같은 해 두 번째 라이브앨범 'Im Auftrag des Herrn'을 발매했다. 1982년부터 1997년 사이에만 밴드는 무려 1,000회에 달하는 콘서트를 했다.
1997년 6월 28일 1,000회 기념 콘서트가 열린 뒤셀도르프의 라인슈타디온(현재 에스프리 아레나)에는 6만 명의 관중이 운집하였으나, 16살의 한 소녀가 무대가 무너지면서 사망한다. 밴드는 즉시 콘서트를 중단했고, 남은 모든 콘서트를 취소하고 반년 동안 음악 신에서 잠적한다.
1998년 초와 가을에 밴드는 'Vans Warped Tour'의 일원으로서 호주, 일본 그리고 미국과 유럽의 페스티벌에 참가한다. 그리고 같은 해 싱글 'Pushed again'을 발매한다. B-사이드 곡인 'Alles ist eins'는 콘서트에서 사망한 소녀에게 바치는 곡이었다.
연말 밴드는 다시 'Die roten Rosen'으로 크리스마스 기념 앨범 'Wir warten auf Christkind'를 발표한다.
1999년 드러머 볼프강 로데는 건강상의 문제로 1998년 크리스마스 콘서트 무대에서 처음으로 무대에 오른 폼 리치에게 드럼 스틱을 넘겨준다. 1999년에서는 정규 9집 'Unsterblich'를 발매한다. 같은 해 영화 'You are Dead'의 OST에서 동명의 곡을 수록한다. 앨범 발매는 자신들의 레이블 JKP에서 했다. 2000년 6월 11일 캄피노는 록 암 링에서의 공연 도중 무대에서 미끄러져 십자인대가 파열된다. 밴드는 당일 공연은 강행하였으나, 남은 70개의 투어를 취소하게 된다.

### 2001~2005

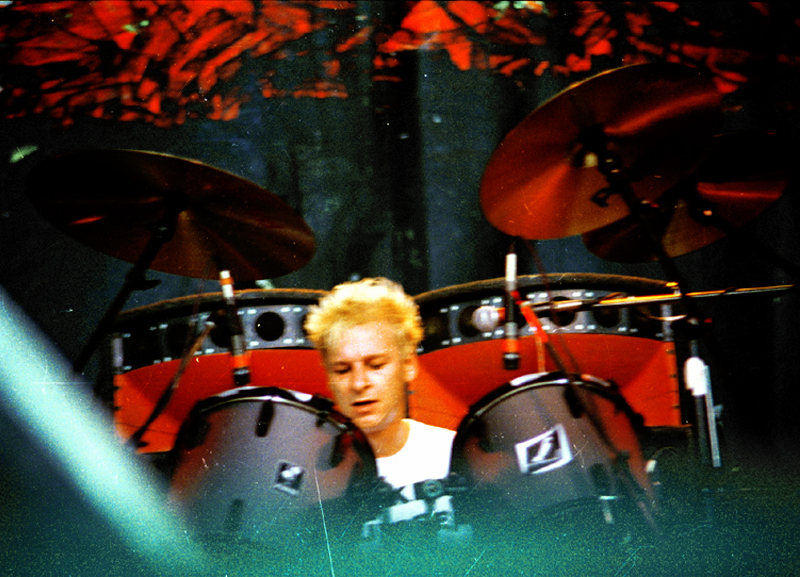
전 드러머 볼프강 로데 1987

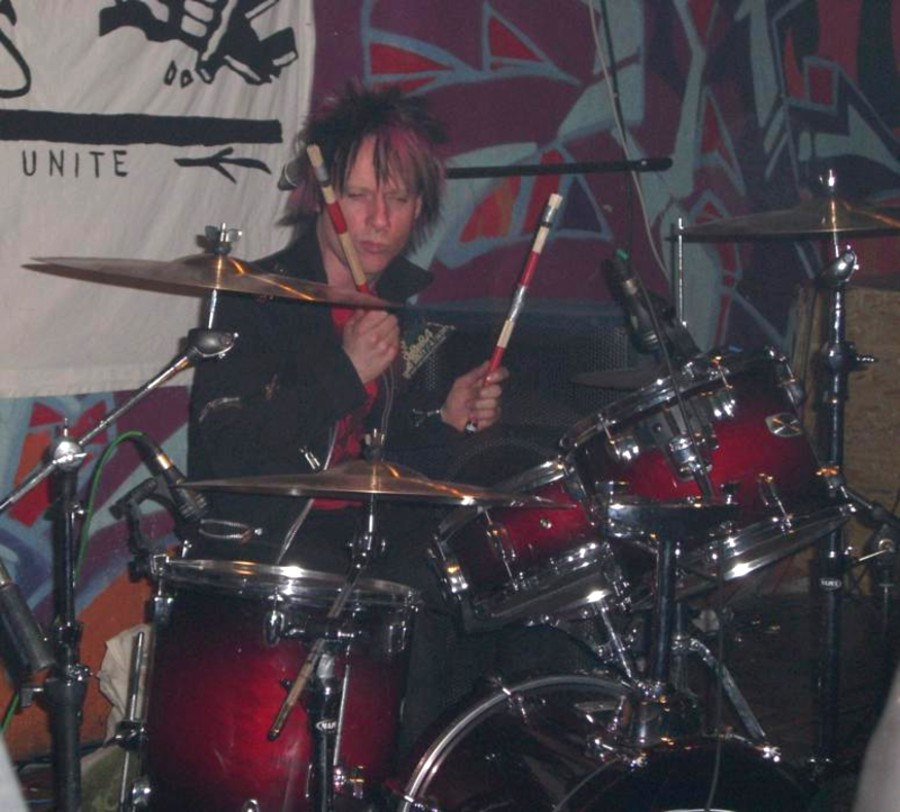
현 드러머 폼 리치 2009

2002년 2월부터 12월까지 독일, 오스트리아, 스위스의 공연장에서 전석 매진을 기록하며 약 70회의 투어를 치른다. 쿠바에서 잠깐 체류한 후에, 폴란드, 헝가리, 체코의 소규모 콘서트에 참가하고, 2001년 독일 여름의 AC/DC의 공연에 헤드라이너로 참가한다. 그리고 이듬해 10집 'Auswärtsspiel'을 발매한다.
그 외에도 밴드는 핀란드의 하이모 페스티벌, 폴란드의 프르지스타넥 우드스탁, 헝가리의 시겟 페스티벌에 참가하고, 아르헨티나 부레노스아이레서도 2번의 콘서트를 한다.
2002년 말까지 밴드의 공연을 본 관중이 전 세계적으로 50만 명이라는 기록을 세우시고 했다.
그 사이 두 번째 베스트 앨범 'Reich & Sexy: Die fetten Jahre'를 발매한다.
2003년에는 휴식기를 갖고, 가을에 있을 콘서트에 참가하기 위해 아르헨티나로 출국하였고, 2004년 맥시 싱글앨범 'Friss oder Stirb'으로 복귀한다.
계속해서 밴드는 같은 해 록 암 링의 공연 실황을 DVD로 발매하고 6번째 독일 앨범 차트 1위에 오른 앨범 11집 'Zurück zum Glück'을 발매하면서 플래티넘을 기록한다.
MTV에서는 17개의 방송사가 밴드 다큐멘터리 'Friss oder Stirb'을 방영했다.
2005년에 발매한 다큐멘터리 DVD 'Friss oder Stirb'은 밴드멤버 5명의 친구, 가족관계에 초점을 맞추었고, 3장의 DVD으로 구성되었다.
2005년 9월 밴드는 결성 최초로 게스트 에스더 김과 라파엘 츠바이펠과 함께 오스트리아 비엔나 부르크테아터에서 MTV 언플러그드 콘서트를 치른다. 이 실황은 같은 해 12월에 'Nur zu Besuch : Unplugged im Wiener Burgtheater'라는 타이틀로, DVD와 CD로 동시발매된다.
2005년 10월 Friss-oder-Stirb 투어의 마지막 공연을 전석 매진된 뒤셀도르프의 LTU 아레나에서 치렀다. 그리고 이 공연 영상을 'Heimspiel!!!'이라는 타이틀의 DVD로 발매했다.
연말 게르하르트 폴트, 비어뫼블로즌(Biermoelblosn)과 다양한 극장과 오페라 하우스를 순회하며 투어를 했고, 한스 크리스티안 묄러의 지휘 아래 조인트 콘서트를 가졌다.

### 2006~

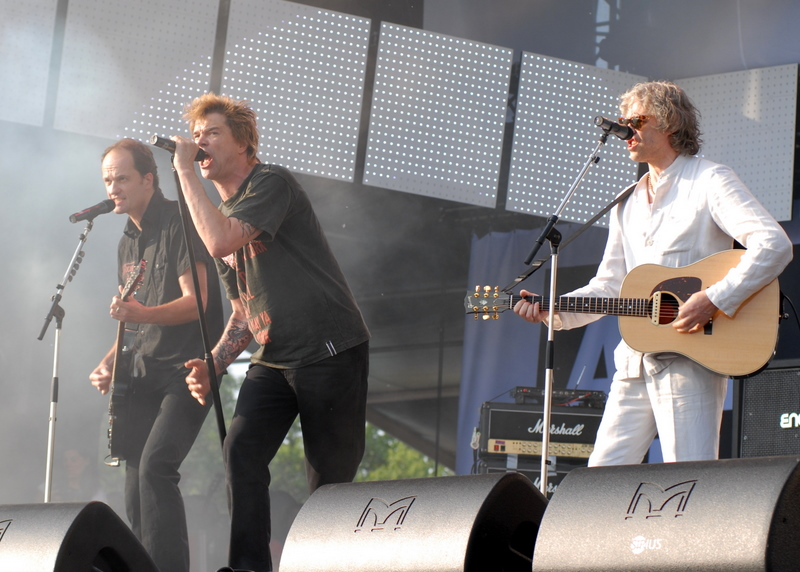
기타리스트 미샤엘 브라이트코프, 캄피노, 봅 겔도프 (로스토크)

2006년에는 앨범 발매도, 콘서트도 없었다. 캄피노는 밴드 휴식기간 동안 베를린의 'Admiralpalast'에서 클라우스 마리아 브란트다우어의 '브레히츠 드라이그로쉔오페라'에서 연출을 맡았고, 멕베스 역할도 맡았다.
밴드는 H.그뢰네마이어, 판타스티셰 피어(Die fantastschen Vier 독일의 유명한 힙합그룹), 보노(U2) 밥 겔도프와 다른 많은 아티스트들과 함께 오픈에서 콘서트 '가난에 반대하는 너의 목소리'에 참가한다. 이 콘서트는 2007년 7월 7일 하일리겐담(G8 정상회의가 열렸던 로스토크 인근의 소도시)에서 열렸는데, 8만명의 관중이 운집했다. 또한, 5월27일 함부르크, 28일 베를린과 6월 초 록 암 링과 록 암 파크에 참가했고, 'Hals+ Beinbruch Tour'08'라는 모토로 공연을 했다.
(당시 캄피노는 오른쪽 다리에 부상을 입었기 때문에 이런 제목이 붙게 되었다.) 이외에도 신보 작업과 'Machmalauter'라는 이름의 연말공연을 준비하고 있었다.

### 2006~휴식기, In aller Stille, Machmallauter, Schall und Rauch
2009년 4월 밴드는 아르헨티나 시장을 겨냥한 앨범 'La Hermandad - En el Principio fue el Ruido'를 발매한다. 이 앨범은 'In aller Stille'와 'Zurück zum Glück'의 수록곡과 3개의 신곡을 담고 있다.
앨범 발매 후 밴드는 부에노스 아이레스에서 투어를 다시 시작한다. 또한 2009년 5월 2일 밴드는 결성 이래 최초로 모스크바에서 공연을 한다. 11월에는 파타고니아, 과테말라, 파나마와 멕시코에서 콘서트를 했다.
2009년 11월, 그들의 세 번째 라이브앨범 'Machmallauter!'은 더블CD와 DVD, 그리고 216페이지의 포토북 한정반(베를린 SO 36 공연이 추가적으로 수록되어있다.)의 세 가지 버전으로 발매되었다.
밴드는 2010년 9월부터 10월까지 'Schall und Rauch'라는 모토하에 중앙아시아 투어길에 올랐다. 카자흐스탄의 수도인 알마티와 아스타나에서의 공연을 시작으로 타슈켄트, 사마르칸트, 두샨베, 이스탄불, 암만, 텔 아비브에서 공연을 치렀다. 2011년 말에는 베스트앨범 'All die ganzen Jahre'를 발매했다.

### 2012~: Ballast der Republik
2012년5월 4일 13집 'Ballast der Republik'을 발매한다. 이 앨범은 30년간 밴드활동을 하면서 그들에게 영향을 준 밴드들의 커버곡을 주로 담은 앨범 'Die Geister, die wir riefen zu erhalten'과 합본으로, 스플릿 앨범으로 발매되기도 하였으며, 독일, 오스트리아, 스위스 3개국의 차트에서 1위에 올랐다. 타이틀곡 'Tage wie diese'는 유로 2012의 독일 국가대표팀의 응원가로 사용되기도 했으며, 독일 싱글 차트 1위에 오르기도 했다.
결성 30주년 기념 투어는 2012년 4월 10일 그들이 첫 무대였던 브레멘의‘Schlachthof’를 시작으로 2012년 5월 13일 일련의 방문공연(Wohnzimmerkonzert)까지 이어졌다.
밴드는 9월 '20 Jahre in Argentina'라는 모토 하에 부에노스아이레스의 Estadio Cubierto Malvinas Argentinas와 San Miguel de Tucumán, Salta, Mar del Plata에서 아르헨티나 진출 20주년 기념 공연을 했다.
12월에는 아르헨티나 공연과 독일 내 방문공연 라이브 영상(Betrunken im Dienst)을 수록한 DVD 'Noches como Estas'를 발매한다.
또한, 밴드는 2013년 11월 13일 라이프치히 아레나를 시작으로 'Der Krach der Republik' 투어를 하고 있다. 작년 말까지 독일,오스트리아, 스위스의 대규모 공연장에서 24회를 했는데, 모든 공연이 전석 매진을 기록했다.

## 음악

### 가사와 작곡

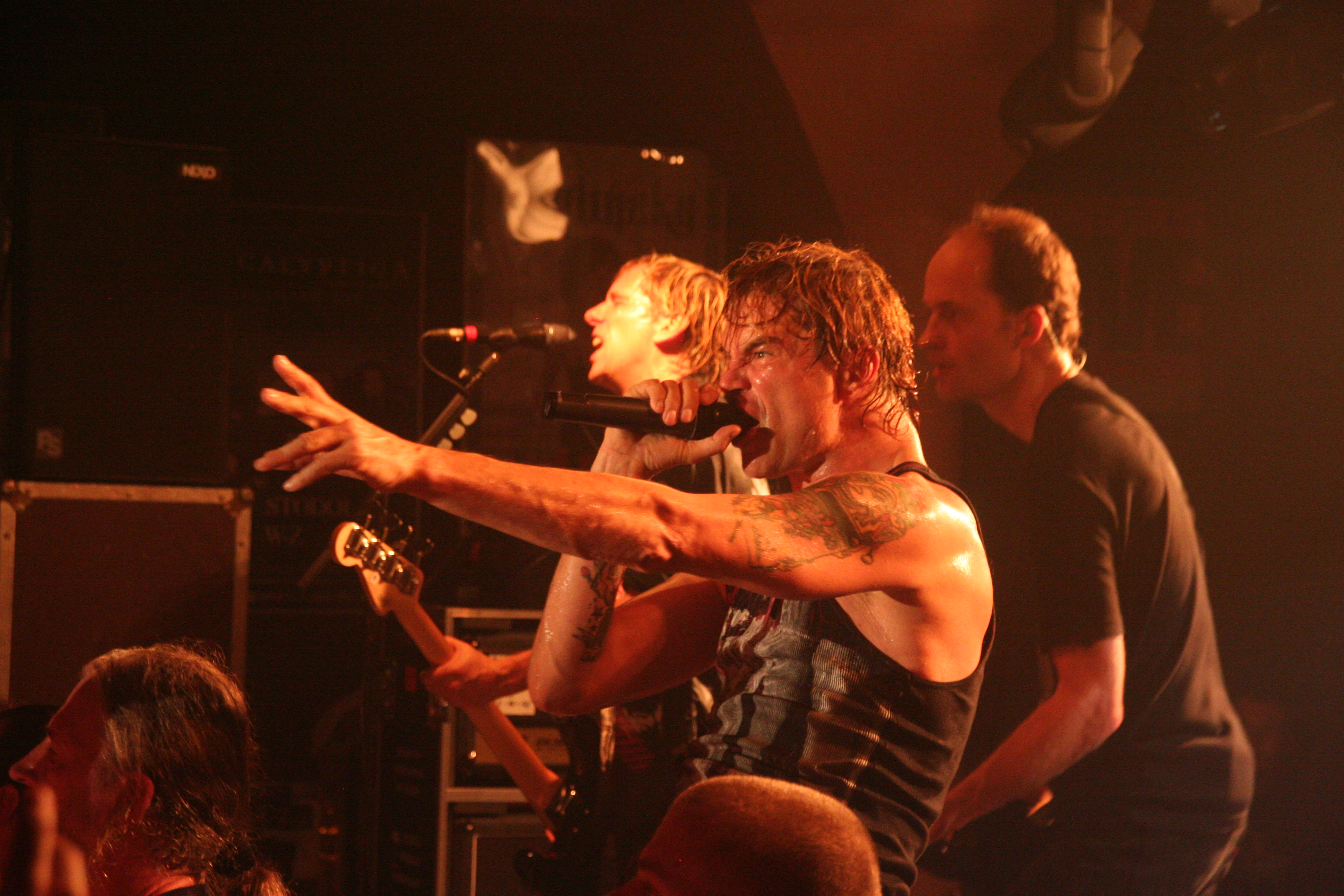
캄피노, 브레슬라우, 2010

DTH의 거의 모든 가사는 Campino가 담당하고, Kuddel, Andi, Breiti가 음악 외적인 부분을 담당한다. 초기 노래들은 전 드러머였던 Trimpop과 Rohde가 쓰기도 했다. 음악의 가장 큰 부분은 프로듀서인 Jon Caffery가 담당한다. 2008년부터 Vincent Sorg 프로듀서와 함께 일하고 있다.
가사의 주제는 사회, 정치적인 영역이고, 비판적이며 종종 반어적인 방식으로 쓴다. 주로 1인칭 시점으로 쓰는 가사들은 주로 믿음, 종교, 심리학적으로 외국인을 혐오등을 주로 다룬다. 이외에도 가사의 중심적인 테마는 친교와 시민정신이다. 그러나 밴드는 애주가(Trinklieder)를 발표 하기도 했다. 디 토튼 호즌의 정체성 중 하나는 ‚축구도 포함되는데, 이 노래들은 응원가 형식을 띠고 있고 코러스와 브릿지는 모든 밴드멤버들이 함께 부른다. 거의 모든 가사는 주로 입말로 쓴다.
경우에 따라서는 Funny van Dannen 과 Hanns Christian Mueller과 같은 DTH와 친한 가수들이 가사작업과 녹음작업에 참여하기도 한다. 캄피노는 몇몇 영어가사곡 작업에서 T.V. Smith의 Honest John Plain, The Boys의 Matt Dangerfield과 함께 작업하기도 했다. 많은 커버버전 이외에도 밴드의 30년 간의 활동기간 동안 238개의 자작곡을 발표했다.

### 음악스타일의 발전
밴드 멤버 5명 전원이 악기를 독학으로 배웠다. 밴드 초기에는 대부분의 멤버들이 학교에 다니고 있었다. 1집 'Opel-Gang'은 스튜디오를 대여해서 녹음하였다. 수록곡들의 가사와 기타리프는 단순하여 서툴었다는 인상 강한 앨범이었다.
음악적 영향을 준 밴드들은 70년대 말의 미국과 영국의 펑크록 밴드였고, 밴드는 오늘날까지 모든 앨범과 모든 공연에서 헌정곡을 수록하거나, 연주하였다. 'Eisgekühlter Bommerlunder'와 같은 'Schunkelpunk'(슝켈펑크: 독일 전통가요에 펑크록을 접목시킨 펑크록 – 역자 주)곡들과 독일 히트곡을 커버한 'Azzurro'같은 곡들로 디 토튼 호젠은 'Volxmusik'의 선구자로 불리기도 한다.
밴드의 음악스타일은 다년간의 무대경험과, 다른 아티스트들과 친교를 맺거나, 외국에서 받은 다양한 인상으로 계속 발전해 나갔다.
80년대 말부터 재정적인 사정이 좋아지먀 밴드의 아이디어와 지향점을 적절하게 음악에 접목시키기도 했다.
몇몇 곡에서는 현악기와 관악기 아티스트들과 함께 작업하기도 했다. 'Warum werde ich nicht satt'에서는 재즈를, 'Zehn kleine Jägermeister'에서는 레게와 구 유고슬라비아의 집시음악을 차용하기도 했다.
'Nur zu Besuch: Unplugged im Wiener Burgtheater'와 같은 높은 수준의 어레인지를 요구하는 작업에서는 한스 슈잉잉겐과 팀 크로스같은 클래식 작곡가들의 도움을 받기도 했다.
이외에도 밴드는 결성초기부터 꾸준히 펑크록을 연주하고 있다. 이는 현재까지도 8비트 다운피킹, 파워코드, 쉬운가사, 단순한 멜로디, 합창 코러스와 기타 솔로파트가 거의 없는 것에서 드러난다.

### 콘서트

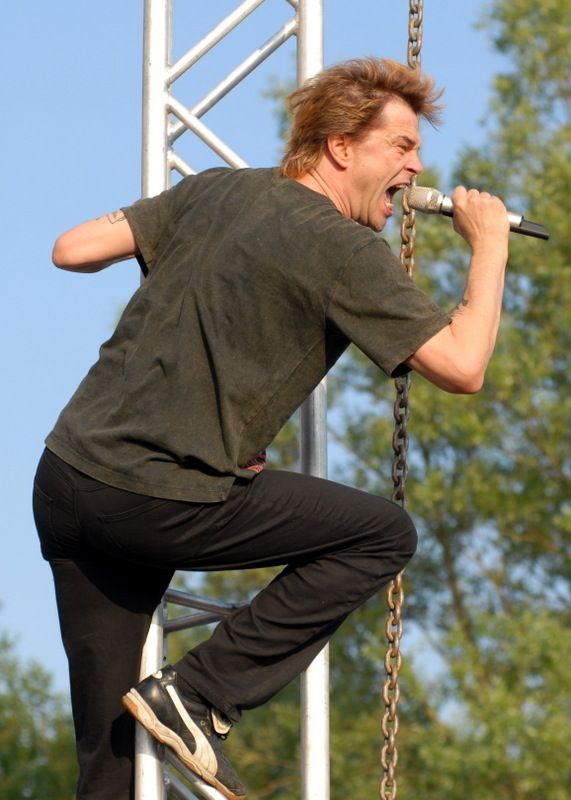
캄피노 2007

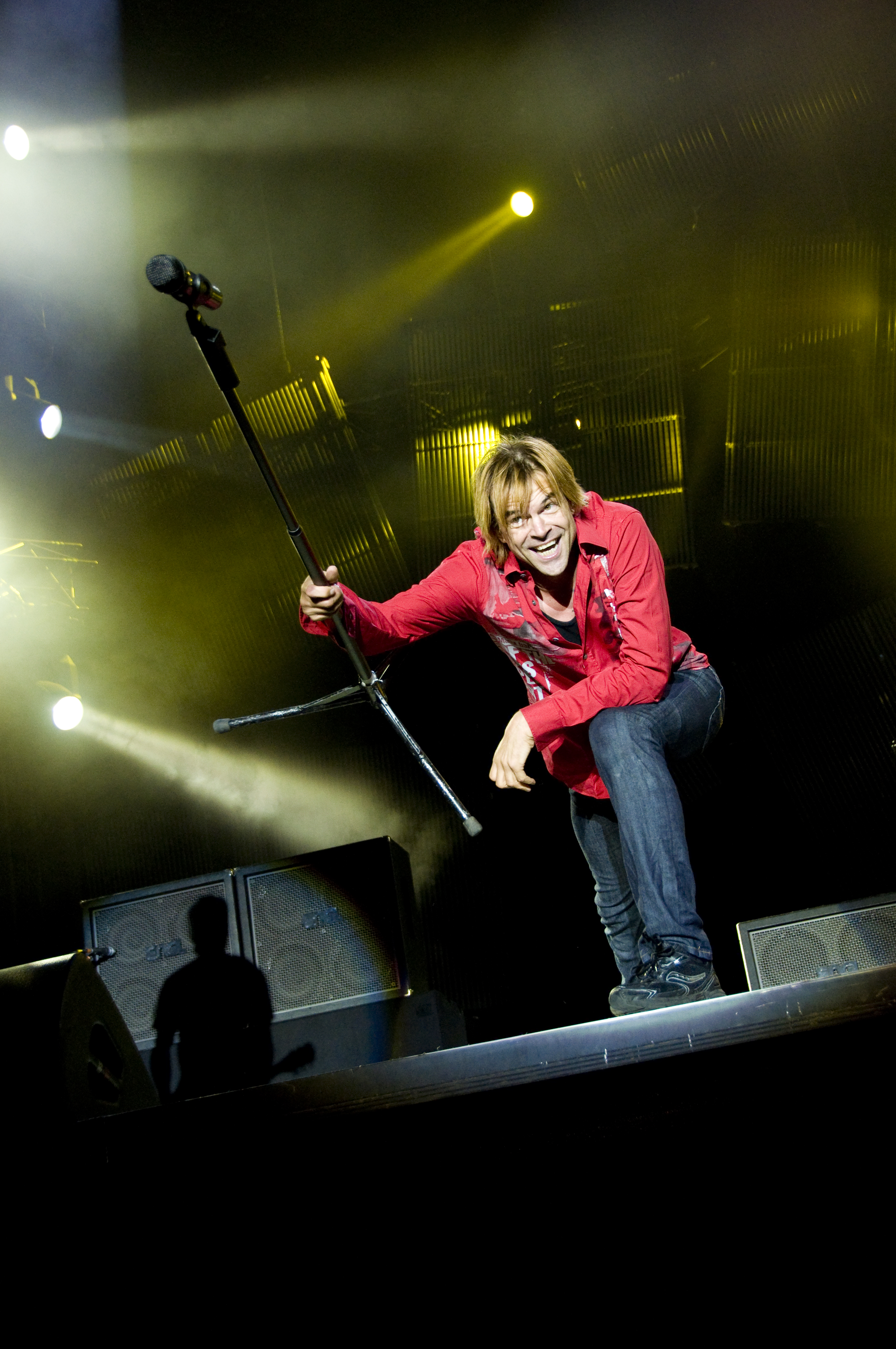

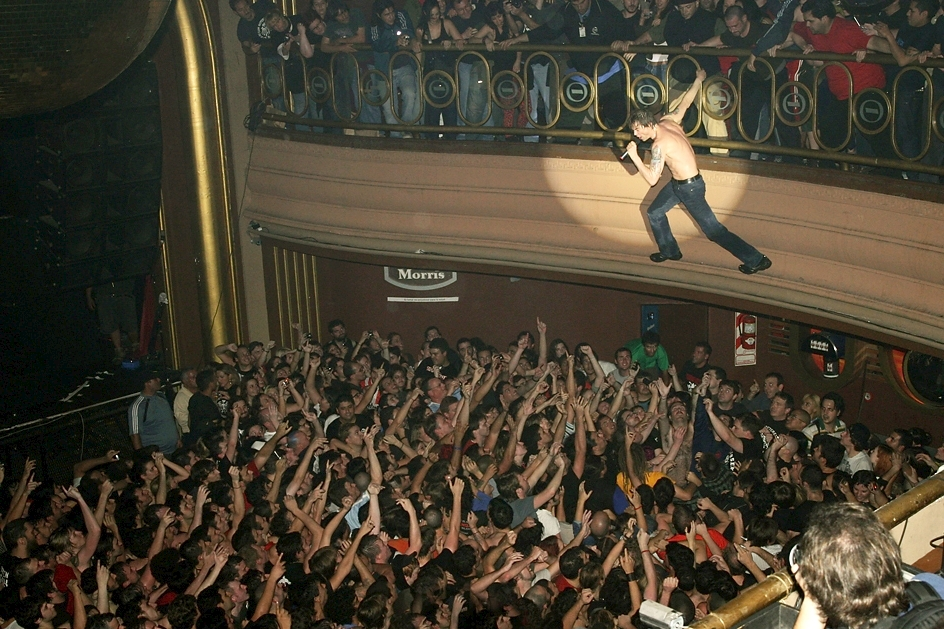
캄피노, 부에노스아이레스, 2009

모든 라이브콘서트의 구심점에는 밴드의 보컬이자 프론트맨인 캄피노가 있으며, 그는 공연할 때 선동적인 액션, 이를테면 공연장의 기둥을 오른다던가, 하는 행동과 몸을 사라지 않는 퍼모먼스를 보이며, 풍자적인 멘트를 구사한다. 그는 무대 위에서 많이 움직이고, 다이빙을 하기도 하고, 10미터 높이의 헤드라이트 탑에 올라가서 한 곡을 다 부르기도 한다.
또한 밴드는 종종 실시하는 게릴라 콘서트, 소수의 관객을 대상으로 하는 깜짝 콘서트와 베를린과 뒤셀도르프의 교도소나, 드레스덴의 Elbdampfer, 축슈피체. 알퇴팅의 수도원, 함부르크-옥센촐 병원의 정신병동 5동과 같은 특별한 장소나 (이런 경우에는 개런티를 받지 않거나, 무료공연을 실시한다.), 결혼식과 같은 특별한 경우나, 밴드의 팬의 가족이나 친구들을 관객으로 하는 '거실 콘서트'를 열기도 한다.
밴드의 인지도가 높아져 가면서 비틀즈의 동명의 앨범을 제목으로 한 'Magical-Mystery-Tour-Gigs'투어에는 수많은 초대에 일일이 응하는 것이 점점 어려워져 갔다.
이러한 이유로 1992년부터 밴드는 공고를 내어 순위를 정해 방문 콘서트를 가졌다. 이에 대한 일례로 2005년에는 비디오 컨테스트에서 우승을 차지한 피르마젠의 대학생 WG(Wohngemeinschaft- 거주공동체)를 방문하여 공연한 것을 들 수 있다.
2009년 9월에는 베를린 시의 공연장 주인들이 이웃주민들간에 공연소음으로 인하여 다투면서 생긴 부과금을 클럽 SO36의 입장료로 지원해주기도 하였다.
이외에도 밴드는 소규모의 관객을 대상으로 공연을 하기 위해 가명을 쓰기도 했다. 1993년에는 'Das Katastrophenkommando', 1998년에는 'Rheinpiraten', 2000년에는 'Essen auf Rädern'이란 가명을 사용하여 공연을 했고,
두 번은 동료밴드 디 애어츠테와 함께 'Die Zu Späten'라는 이름으로 베를린과 뒤셀도르프에서 공연을 하였다. 이외에도 콘서트입장티켓 예매시에 개인정보를 기입하거나 주민등록증을 제시하는 것에 반대하고 있으며, 암표가격이 비싸지는 것을 막기 위해서 타인에게 티켓 양도를 금지하도록 하고 있다.

## 사회적 참여

### 정치적인 활동
밴드는 꾸준히 공연활동을 통해 다양한 정치적인 단체에 재정적인 지원을 하였고, 그들의 활동에 동참하였다. 그러나 멤버들은 정당정치적으로 깊게 개입하지 않을 것을 밝혔다. 1994년의 유럽선거캠페인에 대한 곡을 써달라는 사민당의 요청을 거부한 것이 그 예이다. 1991년 'Nazis Raus'라는 샘플러 앨범에 'Fünf vor Zwölf'라는 곡으로 참여하였고, 2006년에는 밴드 'ZSK'의 캠페인 'Kein Bock auf Nazis'를 지지하기도 했다. 1992년 본의 Hofgarten에서 외국인 혐오에 반대하는 시위에 참가 하고, 헤르베르트 그뢰네마이어, 니나 하겐과 다른 뮤지션들과 20만명의 시위대 앞에서 공연을 하기도 했다. 1995년에는 그린피스, 핵전쟁에 반대하는 의사들, '핵실험금지행동'을 지지하는 성명을 발표했고, 샘플러 'Stop Chirac'에 'Tout Pour Sauver L‘Amour'라는 곡으로 참여하기도 했다. 밴드는 2002년에 동물보호협회 PETA에 'Lieber nackt als im Pelz'라는 모토 하에 나체로 등장하며 동물보호에 대한 대중의 관심을 일깨우기도 했다. 이외에도 2005년에 인권단체인 Pro Asyl의 샘플러 앨범 'On The Run' 제작을 지원했고 'Meine Stadt'라는 곡으로 참여하기도 했다. 1999년부터 밴드는 공식 사이트에 공개 토론방을 개설했다. 이곳에는 모두가 익명으로 자신의 생각을 말할 수 있다. 그러나 2004년 8월, 특별한 이유 없이 공식홈페이지에서 포럼을 폐쇄한다. 2007년에는 'Move Against G8'을 지지하며 동명의 샘플러 앨범에 'Pushed Again'으로 참여했다. 아프리카 국민들의 생활상을 직접 확인하기 위해서 밴드는 2007년 초에 개발원조단체 'Oxfam'과 함께 말라위, 잠비아, 우간다로 여행을 간다. 헬라 벤더스가 여행에 동행했고, 아프리카 체류기간 동안 짧은 다큐멘터리를 촬영하기도 했다. 2008~2009년의 투어기간 동안 밴드는 Oxfam사와 함께 개발원조자금 인상을 위하여 5만명의 서명을 모았고, 이 서명을 2009년 7월 3일 하이데마리에 비초렉-초일 개발부 장관에게 전달했다. 서명의 목적은 무엇보다도 2010년까지 약속한 국민총소득의 0.51%를 개발원조지원금에 사용하기 위해서 독일의 연간 개발원조지원금을 27억 유로로 인상하기 위한 것이었다.

### 고향 뒤셀도르프에 대한 애향심
밴드는 결성 후 30년 동안 다양한 활동을 통해 고향 뒤셀도르프에 대한 애향심을 보여왔다. 1995년 여름에는 뒤셀도르퍼 EG(독일 아이스하키리그 1부리그 소속 뒤셀도르프 아이스하키팀)과 함께 핀란드 아이스하키 국가대표팀이 지원하는 레닌그라드 카우보이즈와 뒤셀도르프의 Brehmstraβe에 있는 DEG의 홈구장에서 'Powerplay des Wahnsinns'라는 이름으로 시합을 가졌다. 밴드는 뒤셀도르퍼 EG와 함께 'Knochenbrecher Düsseldorf'라는 이름으로 시합에 나섰으나, 10:11로 석패했다.
팬들과의 약속대로 밴드는 이듬해 'Wir beerdigen den guten Geschmack'이라는 모토하에 여성복에 스타킹과 하이힐을 신고 자신들에 자동차에 올라탄 채로 뒤셀도르프의 시내 카니발 행렬에 참여한다.
DTH는 뒤셀도르프의 축구팀인 포르투나 뒤셀도르프의 가장 유명한 팬으로 알려져 있기도 하다. 80년대 말에 밴드는 안소내 바푀를 영입하기 위해서 20만 마르크를 구단에 기부했다. 구단이 경제적인 위기에 빠진 2001년부터 2003년까지 스폰서활동을 하기도 했다. 2002년에는 맥주회사 Diebels와 광고계약을 맺고, 밴드의 마스코트 'Totenkopf'가 새겨진 유니폼을 포르투나 뒤셀도르프 유소년 팀에 기부했다. 또한 Nordfriedhof에 그곳에 묻히길 원하는 사람들을 위해서 17곳의 묘지를 임대하기도 했다.

## 정규 음반 및 싱글, EP, DVD 목록

### 정규 음반
- 1983: Opel-Gang
- 1984: Unter falscher Flagge
- 1986: Damenwahl (Album)|Damenwahl
- 1988: Ein kleines bisschen Horrorschau
- 1990: Auf dem Kreuzzug ins Glück
- 1991: Learning English Lesson One
- 1993: Kauf MICH!
- 1996: Opium fürs Volk
- 1999: Unsterblich
- 2002: Auswärtsspiel
- 2004: Zurück zum Glück
- 2008: In aller Stille
- 2012: Ballast der Republik